# Oosthoek (De Panne)
Oosthoek is een buurtschap van de West-Vlaamse plaats De Panne.
Oosthoek is vooral bekend vanwege de aanwezigheid van sportcomplexen en een multifunctionele sporthal. Nabij Oosthoek liggen de natuurgebieden Oosthoekduinen en Houtsaegerduinen, terwijl in het zuiden polderland is te vinden.